# Estelle Balet
Estelle Balet (Sion, Svájc, 1994. december 19. – Orsières, Wallis kanton, Svájc, 2016. április 19.) svájci freeride hódeszkás, 2015 és 2016 világbajnoka. 21 évesen halt meg egy lavinában.

## Pályafutása
Balet kisgyerekként kezdett síelni, majd 10 évesen a hódeszkázásra váltott. 18 évesen állt rajthoz a Freeride World Tour sorozatban. 2015-ben ő lett a legfiatalabb Freeride World Tour-bajnok, miután győzni tudott a nők között, majd 2016-ban ismét bajnok lett.

## Halála
2016. április 19-én Orsières-ben egy hódeszkás filmrészlet (Exploring the Known) forgatása közben elsodorta egy lavina. A mentősök és az Air Glaciers légimentők gyors beavatkozása ellenére belehalt sérüléseibe.

## Fordítás
- Ez a szócikk részben vagy egészben  az   Estelle Balet című angol Wikipédia-szócikk ezen változatának fordításán alapul.  Az eredeti cikk szerkesztőit annak laptörténete sorolja fel. Ez a jelzés csupán a megfogalmazás eredetét és a szerzői jogokat jelzi, nem szolgál a cikkben szereplő információk forrásmegjelöléseként.